# 塞舌爾時間
| 黑色 | UTC-1︰佛得角時間                                            |
| 绿色 | UTC︰欧洲西部时间 · 格林尼治標準時間                         |
| 蓝色 | UTC+1︰欧洲中部时间 · 西非時間 · 欧洲西部夏令时间            |
| 紅色 | UTC+2︰欧洲东部时间 · 中非時間 · 西非夏令時間 · 南非標準時間 |
| 黃色 | UTC+3︰欧洲东部夏令时间 · 東非時間                           |
| 灰色 | UTC+4︰毛里裘斯時間 · 塞舌爾時間                             |

塞舌爾時間（英語：Seychelles Time，縮寫SCT）是一個適用於塞舌爾的時區，標準時間為UTC+4，沒有實行夏令時。
IANA时区数据库在zone.tab中包含一个塞舌尔地区，名为Indian/Mahe。